# Schwarzkopfmöwe
Die Schwarzkopfmöwe (Ichthyaetus melanocephalus, Syn.: Larus melanocephalus) gehört innerhalb der Ordnung der Regenpfeiferartigen zu den Möwen.

## Merkmale

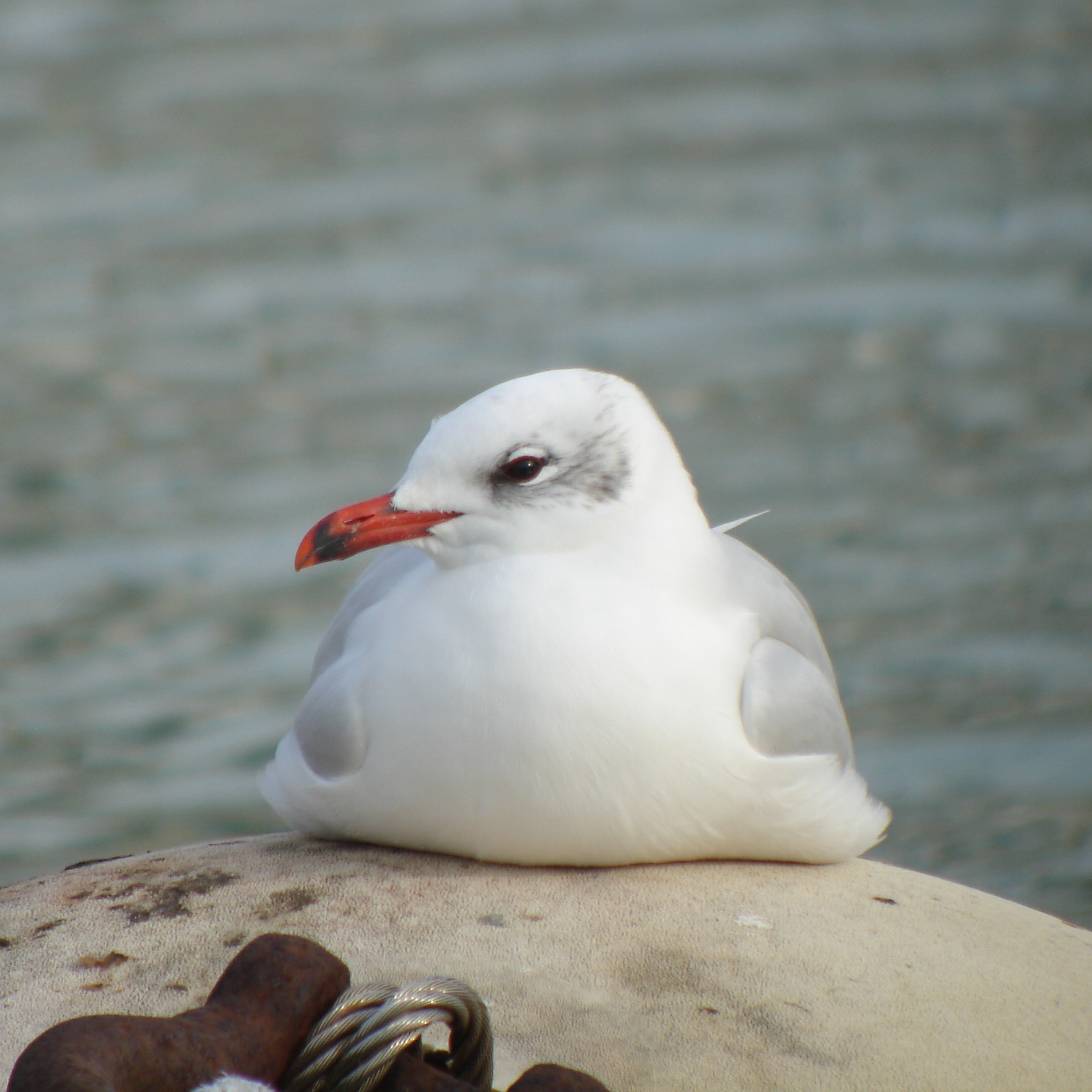
Schwarzkopfmöwe im Schlichtkleid

Die Schwarzkopfmöwe ist mit einer Länge von 37 bis 40 Zentimetern und einer Flügelspannweite von 94 bis 102 Zentimetern eine relativ kleine Möwenart. Sie ist dennoch kräftig gebaut und besitzt einen großen, runden Kopf. Der Hals ist sehr kurz. Ihre langen, zugespitzten Flügel ragen weit über den fächerförmigen Schwanz hinaus. Die Füße tragen eine kurze und drei lange Zehen, die mit Schwimmhäuten besetzt sind. Der Schnabel der Möwe ist kurz aber kräftig. Im Prachtkleid besitzt sie eine auffallende, schwarze Kapuze, die sich bis in den Nacken zieht. Die im Prachtkleid ähnliche Lachmöwe hat eine dunkelbraune Kapuze, die nur bis zum Hinterkopf reicht. Die Flügel sind hellgrau, die Handschwingen sind jedoch weiß. Das restliche Gefieder ist ebenfalls weiß. Ihre Füße und der Schnabelschaft sind dunkelrot, die Schnabelspitze ist in der Regel gelb bis orange, kann aber auch rot sein. Zwischen der Schnabelspitze und dem Schnabelschaft befindet sich ein dunkles Band. Im Schlichtkleid fehlt die schwarze Kapuze, dafür befinden sich hinter dem Auge ein dunkelgrauer Fleck und auf dem Hinterkopf graue Striche. Im Jugendkleid sind die Armschwingen braun gefärbt, die Schulterfedern sind hingegen grau und die Handschwingen wie die Schwanzspitze schwarzbraun. Der Nacken, die Brust und der Hinterkopf haben eine blasse, graubraune Färbung. Die Füße sind schiefergrau, der graurosa gefärbte Schnabel hat eine dunkle Spitze. Ab dem zweiten Winter gleicht der Vogel schon dem ausgewachsenen Tier, auf den Handschwingen bleiben aber noch einzelne schwarze Federn bis zu dieser Zeit erhalten. Die Füße sind orange und der Schnabel wie bei den Altvögeln gefärbt. Ein roter Lidring umrahmt das Auge, vor diesem befinden sich zwei weiße und nackte Augenflecken. Im Jugendkleid ähnelt die Schwarzkopfmöwe einer Sturmmöwe von gleichem Alter.

## Lebensweise

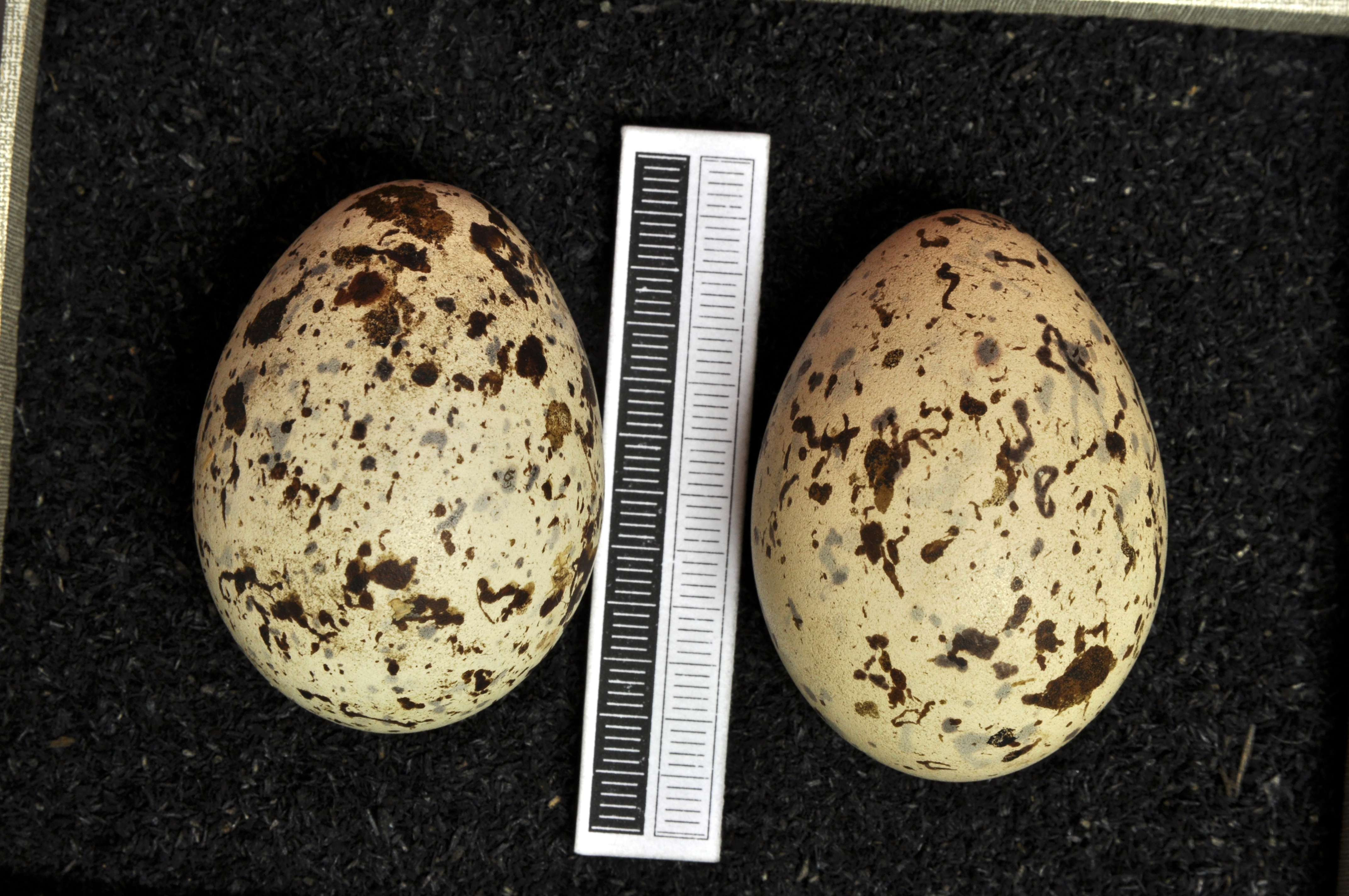
Gelege, Sammlung Museum Wiesbaden

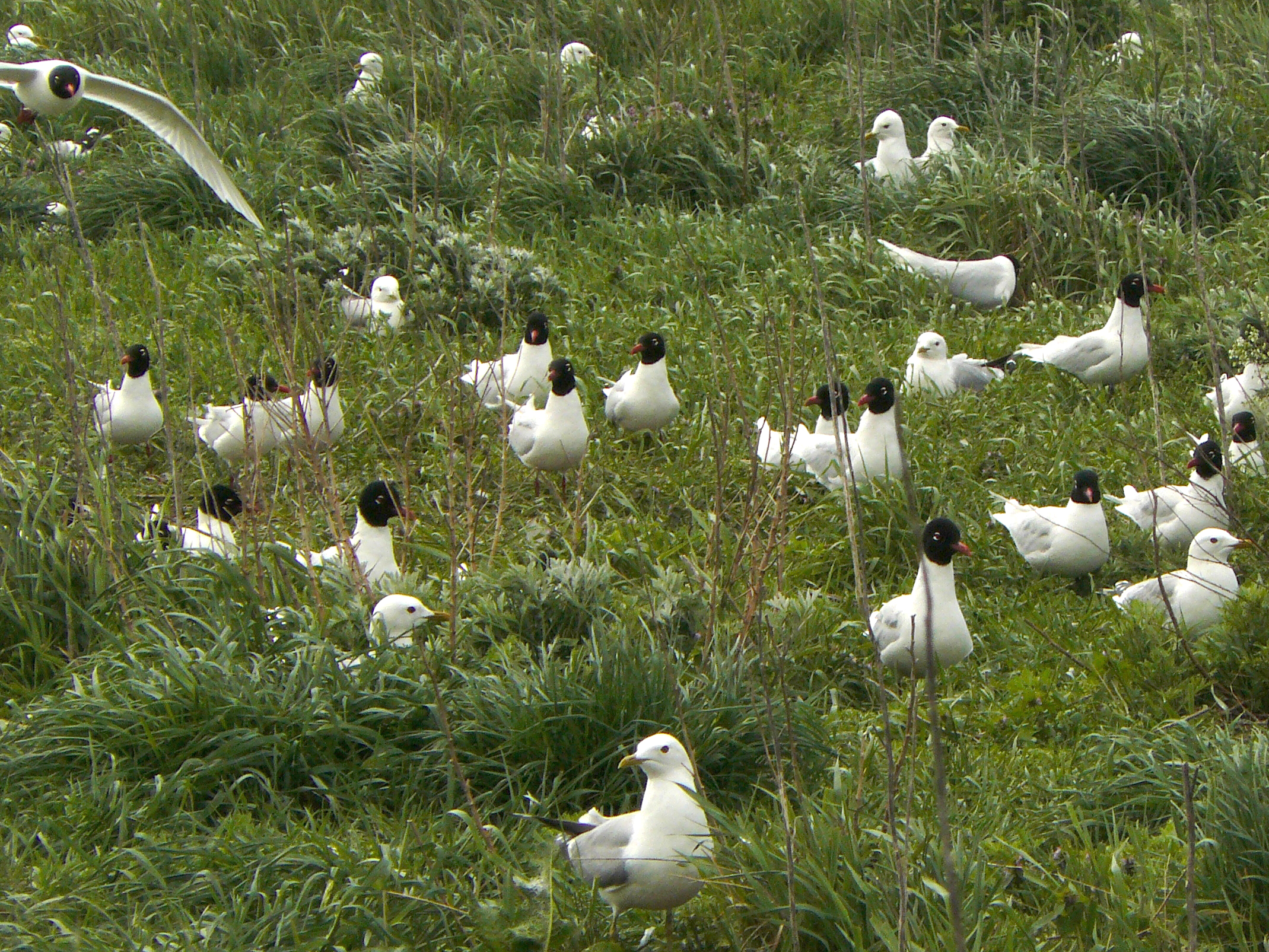
Gemeinsame Brutkolonie von Schwarzkopfmöwen und Sturmmöwen

Die Schwarzkopfmöwe frisst hauptsächlich Fische, Weichtiere, Krebstiere und Insekten, die sie im Spülsaum am Strand sucht. Sie ernährt sich aber auch von Aas. Ihr nasales und tiefes Rufen klingt wie gaääh oder kau und kiau. Diese Art brütet meist vereinzelt zwischen anderen Seevögeln wie Lachmöwen und Seeschwalben, aber auch in Kolonien an Seen, in Sumpfgebieten und auf bewachsenen Dünen am Meer. Sie verpaart sich manchmal mit Lach- oder Sturmmöwen. Zwischen Mai und Juni legt das Weibchen 2–3 gelbbraune, dunkel gefleckte Eier in ein kegelförmiges Nest mit tiefer Mulde aus Erde, Gras, Algen und Zweigen. Beide Partner wechseln sich beim ungefähr 24 Tage langen Brüten ab. Die Jungen tragen ein graues, mit dunklen Punkten überzogenes Daunenkleid. Sie werden mit hochgewürgter und vorverdauter Nahrung gefüttert, sind nach etwa 25 Tagen flügge, aber bleiben noch ein paar Wochen am Brutort. Die Schwarzkopfmöwe wird mit ein bis zwei Jahren geschlechtsreif.

## Lebensraum und Verbreitung

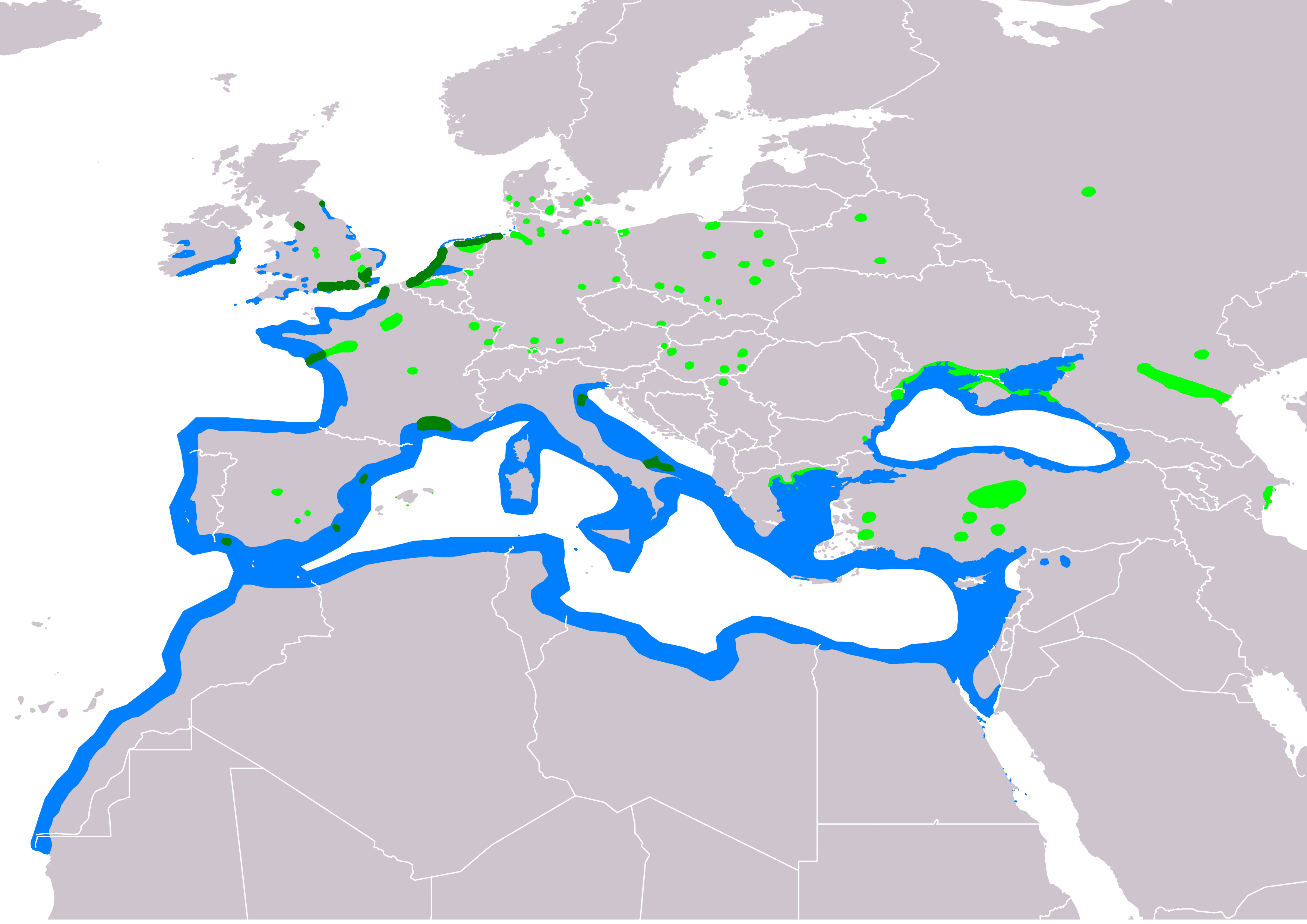
Verbreitungsgebiete der Schwarzkopfmöwe
(grün = Brutgebiete, dunkelgrün = ganzjähriges Vorkommen, blau = Überwinterungsgebiete)

Die Schwarzkopfmöwe lebt in der Regel an Küsten, fliegt aber manchmal auch ins Binnenland.
In Südeuropa ist sie ein recht häufiger Brutvogel, in Mitteleuropa ist sie dagegen nur punktuell verbreitet. Sie kommt in Südengland, Süd- und Nordwestfrankreich, Norddeutschland, den Niederlanden, der Türkei, Ostgriechenland, Kroatien, Serbien, Südwest-Belarus, Nordpolen, Lettland, Litauen, auf der Halbinsel Krim und an der Ostküste des Schwarzen Meeres vor. 
In Bayern gelang der erste Brutnachweis im Jahr 1980, danach hat sie sich hier weiter verbreitet und gilt als sehr seltener Brutvogel. Ihren größten Bestand hatte sie 2009 am Altmühlsee mit zwölf Brutpaaren.
Außerhalb Europas ist sie in Nordafrika, Zentralasien, Vorderasien und auf der Arabischen Halbinsel vorzufinden. Manche Vögel ziehen im Herbst in den Mittelmeerraum, einige bleiben in ihren Brutgebieten. Die Schwarzkopfmöwe ist damit ein Teilzieher.

## Bestand
Der weltweite Bestand der Schwarzkopfmöwe wird auf 570.000 bis 1,1 Millionen Individuen geschätzt (Wetlands International 2002). Der Bestand der Schwarzkopfmöwe gilt als nicht gefährdet und wird von der IUCN mit Least Concern angegeben.